# Pojuca
Pojuca est une municipalité brésilienne de l'État de Bahia et la Microrégion de Catu.

## Personnalités
- Amanda Nunes, née en 1988, pratiquante d'arts martiaux mixtes à Ultimate Fighting Championship.